# إلى جميع الأولاد: ملاحظة: ما زلت أحبكم
إلى جميع الأولاد: ملاحظة: ما زلت أحبكم (الإنجليزية: To All the Boys: P.S. I Still Love You) هو فيلم مراهقة ‏، وكوميديا رومانسية، وفيلم مقتبس من رواية ‏ صَدَرَ في 12 فبراير 2020. الفيلم تولّت نتفليكس توزيعه، وهو من إخراج ، أما السيناريو فكان من كتابة جي ميلز جودلوي. 

## القصة
تقع أحداث الفيلم في بورتلاند.

## وصلات خارجية
- إلى جميع الأولاد: ملاحظة: ما زلت أحبكم على موقع IMDb (الإنجليزية)
- إلى جميع الأولاد: ملاحظة: ما زلت أحبكم على موقع روتن توميتوز (الإنجليزية)
- إلى جميع الأولاد: ملاحظة: ما زلت أحبكم على موقع نتفليكس (الإنجليزية)
- إلى جميع الأولاد: ملاحظة: ما زلت أحبكم على موقع ألو سيني (الفرنسية)
- إلى جميع الأولاد: ملاحظة: ما زلت أحبكم على موقع فيلمافينيتي (الإسبانية)
- إلى جميع الأولاد: ملاحظة: ما زلت أحبكم على موقع قاعدة بيانات الفيلم (الإنجليزية)
- إلى جميع الأولاد: ملاحظة: ما زلت أحبكم على موقع ليتربوكسد (الإنجليزية)
- إلى جميع الأولاد: ملاحظة: ما زلت أحبكم على موقع كينوبويسك (الروسية)